# Ellicottville
Ellicottville és una població dels Estats Units a l'estat de Nova York. Segons el cens del 2000 tenia 472 habitants.

## Demografia
Segons el cens del 2000, Ellicottville tenia 472 habitants, 242 habitatges, i 129 famílies. La densitat de població era de 217 habitants/km².
Dels 242 habitatges en un 12,4% hi vivien nens de menys de 18 anys, en un 43,4% hi vivien parelles casades, en un 8,7% dones solteres, i en un 46,3% no eren unitats familiars. En el 36,4% dels habitatges hi vivien persones soles l'11,6% de les quals corresponia a persones de 65 anys o més que vivien soles. El nombre mitjà de persones vivint en cada habitatge era d'1,95 i el nombre mitjà de persones que vivien en cada família era de 2,47.
Per edats la població es repartia de la següent manera: un 12,9% tenia menys de 18 anys, un 7,8% entre 18 i 24, un 22,9% entre 25 i 44, un 35% de 45 a 60 i un 21,4% 65 anys o més.
L'edat mediana era de 48 anys. Per cada 100 dones de 18 o més anys hi havia 99,5 homes.
La renda mediana per habitatge era de 37.750 $ i la renda mediana per família de 43.750 $. Els homes tenien una renda mediana de 36.750 $ mentre que les dones 19.306 $. La renda per capita de la població era de 22.348 $. Entorn del 10,1% de les famílies i el 12,3% de la població estaven per davall del llindar de pobresa.